# Zatoka szpiegów
Zatoka szpiegów – polski serial z gatunku dramat historyczny, dotyczący tematyki II wojny światowej.
Produkcja serialu rozpoczęła się w maju 2023 roku w Gdańsku, następnie przeniesiono ją do Gdyni i Sopotu. Prace nad serialem zostały zakończone pod koniec czerwca 2023. Pokaz prasowy serialu odbył się 9 listopada tegoż roku.
Pierwszy odcinek serialu został wyemitowany w TVP1 w dniu 7 stycznia 2024 roku o godzinie 20:20.

## Fabuła
Akcja serialu zaczyna się latem 1940 roku w Gdyni i w Gdańsku. Głównym bohaterem jest porucznik Abwehry Franz Neumann, który wychowywał się w niemieckiej rodzinie. Pewnego dnia dowiaduje się jednak, że jego biologiczny ojciec był Polakiem, z tego powodu Neumann decyduje się rozpocząć prowadzenie działalności szpiegowskiej na rzecz aliantów, pomimo pełnionej przez siebie funkcji; jego zadaniem jest zdobywanie informacji o Kriegsmarine podczas toczącej się bitwy o Atlantyk.
Fabuła serialu opiera się na prawdziwych wydarzeniach z II wojny światowej, jak wizyta w Gdyni pancernika Bismarck czy przechwycenie danych o misjach U-Bootów.

## Obsada
- Bartosz Gelner jako Franz Neumann (1-
- Anna Radwan jako Rosa Neumann (1-9, 10-13, 17)
- Sofia Mietelica jako Eva Stromberg (10-19)
- Mariusz Bonaszewski jako komandor August Kessler (1-9)
- Paweł Ławrynowicz jako komandor Walther Bergman (10-19)
- Maria Świłpa jako Anna Malicka
- Karolina Kominek jako Greta Kessler (1-9, 10, 16-17)
- Michał Balicki jako Heinrich Engel (1-9, 10-17)
- Karol Biskup jako Staszek
- Karol Pocheć jako Johann
- Wiktoria Supryn jako Ilse Herman (1-8)

Źródła: 

## Spis serii
| Seria | Seria | Odcinki    | Odcinki    | Sezon       | Premiera serii  | Finał serii  | Pora emisji      | Średnia oglądalność |
| ----- | ----- | ---------- | ---------- | ----------- | --------------- | ------------ | ---------------- | ------------------- |
| 1.    | 1.    | 1–9 (9)    | 1–9 (9)    | zima 2024   | 7 stycznia 2024 | 3 marca 2024 | niedziela, 20:20 | 1 732 145           |
| 2.    | 2.    | 10–19 (10) | 10–19 (10) | wiosna 2025 | 2 marca 2025    | 11 maja 2025 | niedziela, 20:20 | 1,44 mln            |